# Doris Fuchs-Brause
Doris Gudrun Fuchs-Brause (* 11. Juni 1938 in Villingen im Schwarzwald, Deutsches Reich als Doris Gudrun Fuchs) ist eine ehemalige US-amerikanische Kunstturnerin.

## Leben
Doris Fuchs-Brause wurde 1938 in Villingen im Schwarzwald geboren und kam mit ihrer Familie als junger Teenager in die Vereinigten Staaten. Dort begann sie mit dem Kunstturnen und startete für die Rochester Turners und die Rochester Catholic Youth Organization.
Bei den Olympischen Sommerspielen 1956 und 1960 war sie in mehreren Disziplinen am Start. Im Mehrkampf mit der US-amerikanischen Mannschaft belegte sie beide Male Rang neun. Ihr bestes Einzelergebnis war ein achter Platz beim Wettkampf am Stufenbarren 1960. Bei den Panamerikanischen Spielen 1963 in São Paulo konnte sie in den Disziplinen Schwebebalken, Stufenbarren sowie Einzel- und Mannschaftsmehrkampf jeweils die Goldmedaille gewinnen. Für die Olympischen Spiele 1964 war sie als Ersatzathletin nominiert, kam jedoch nicht zum Einsatz. 1982 wurde sie in die Hall of Fame der US-amerikanischen Turner aufgenommen.

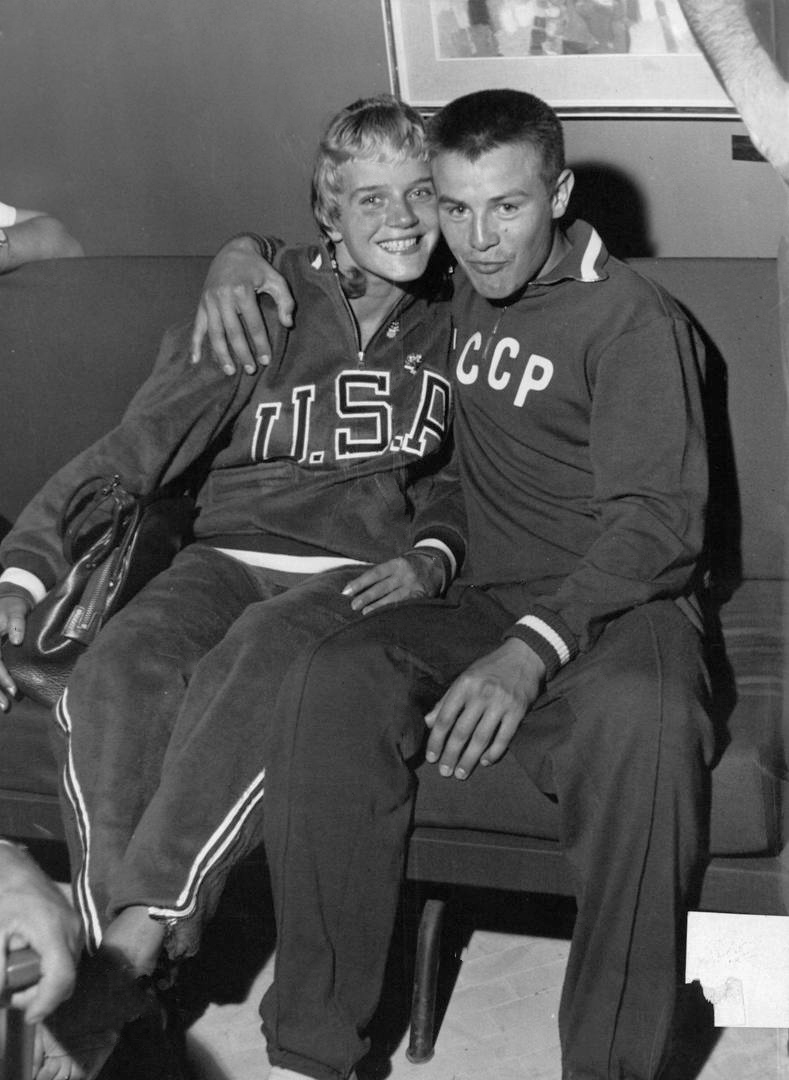
Fuchs und Boris Nikonorow bei den Spielen 1960

Fuchs stammt aus einer wohlhabenden Familie und trainierte neben dem Turnen auch Speerwurf und Dreisprung. Ihre Schwester Inge war ebenfalls Turnerin. Bei den Olympischen Spielen 1960 freundete sie sich mit dem sowjetischen Boxer Boris Nikonorow an. Sie besuchte Nikonorows Familie 1963, als sie einen Wettkampf in Moskau absolvierte. Die beiden schickten sich gegenseitig Briefe und Geschenke und hofften einander bei den Spielen 1964 wiederzusehen, jedoch musste Nikonorow absagen, da er sich einen Monat zuvor beim Fußballspielen eine Zehe gebrochen hatte.